# 南慎介
南 慎介（みなみ しんすけ）、1981年1月12日 - は、日本の脚本家。血液型はB型。東京都文京区出身。TEAM JAPAN SPEC.脚本担当。Minami Produce主宰、脚本と演出を担当。演劇プロデュースユニットAmmo代表。日本演出者協会員。

## 略歴・人物
駒澤大学文学部卒業。劇団地球屋、TEAM JAPAN SPEC.でイレギュラー作品を除く全ての脚本を担当。2002年、制作会社である有限会社オフィスグローブ（のちに株式会社に商号変更）設立。退社後、2011年-2012年演劇支援機構青山小劇場プロデューサー。2009年に自ら立ち上げたMinami Produceでは主宰を務め、脚本と演出を担当している。
2014年、演劇プロデュースユニットAmmoを主宰。「とおくでいきるあなたは、そこでうまれたわたし」をコンセプトに、史実や実話をベースに『もしかしたらあり得たかもしれないドラマ』を描く。

## 脚本作品

### 舞台
- TEAM JAPAN SPEC.（脚本）
  - vol.1  「以上！」 (2002年) - 築地本願寺ブディストホール
  - vol.2  「Hard HIT！」(2003年) - 築地本願寺ブディストホール
  - vol.3  「僕が電話をかけている場所」 (2003年) - 築地本願寺ブディストホール
  - vol.4  「again」 (2004年) - 横浜赤レンガ倉庫1号館
  - vol.5  「爆発物処理班朝比奈」 (2005年) - 築地本願寺ブディストホール
  - vol.6  「上海花火」 (2005年) -  横浜赤レンガ倉庫1号館
  - vol.7  「Runner's Delight」 (2006年) - 築地本願寺ブディストホール
  - vol.8  「九回表、晴れ。」 (2006年) - 築地本願寺ブディストホール
  - vol.9  「again」 (2007年) - 池袋シアターグリーンBIGTREEシアター
  - vol.10 「No pain No gain」 (2007年) - 新宿SPACE107
  - vol.11 「カイシャ」  (2008年) - 赤坂RED THEATER
  - vol.12 「当選確率０％」 (2009年) - 恵比寿エコー劇場

- Minami Produce（脚本・演出）
  - verse.01 「THURSDAY」(2009年) -  中目黒ウッディシアター
  - verse.02 「『世界の終わり』を囲む短編」(2010年) - Gallery LE DECO 4F

- Ammo
  - vol.1「Lucifer」(脚本・演出、2014年) -  日暮里d-倉庫
  - vol.2「ジョルジ・フッチボール・クルーヴィー」(脚本・演出、2016年) -  日暮里d-倉庫
  - vol.3「僕たちは他人の祈りについてどれだけ誠実でいられるか（仮）」(脚本・演出、2016年) -  Space早稲田
  - vol.4「光、さえも」(脚本・演出、2017年) -  SPACE雑遊
  - vol.5「ノスタルギヤ」(脚本・演出、2018年) -  日暮里d-倉庫
  - vol.5.5試演会「私のイスラム・燈・その他の短編」(脚本・演出、2018年) -  SOOO dramatic!
  - vol.6「カーテンを閉じたまま」(脚本・演出、2019年) -  シアター風姿花伝
  - 番外公演「墨を塗りつつ」(脚本・演出、2019年) -  日暮里d-倉庫
  - vol.7「調和と服毒」(脚本・演出、2019年) -  上野ストアハウス
  - Ammo×シアター・ミラクルプロデュース番外公演「桜の森の満開のあとで」(演出、2020年) -  新宿シアター・ミラクル

### 映像
- ドラマ
  - TBS2時間ドラマ「主婦探偵花山環」共同脚本（2011年）